# Lolići (ruralna cjelina)
Ruralna cjelina Lolići, ruralna cjelina zaseoka Lolićâ, dio današnjeg mjesta Žrnovnice.

## Povijest
Lolići su smješteni visoko uz padine Mosora, pripadali su nekadašnjoj Poljičkoj Republici. U neposrednoj blizini zaseoka je zavjetna kapelica sv. Nikole. Stanovništvu su pripadale i stočarske staje na Mosoru, svako domaćinstvo imalo je gustirnu, u zaseoku su bila tri gumna, toć za grožđe i masline. Starije kuće građene su u suho, od većih kamenih segmenata, kasnije se grade od priklesanog kamena vezanog vapnenim mortom, dvostrešnih drvenih krovišta pokrivenih kamenom pločom. Kuće su katnice, katu se pristupa vanjskim stubištem, sularom ispod kojeg je ulaz u konobu. Uz stambene kuće su prizemne dimne kužine i pojate, svinjci i gnojnice su na rubu zaseoka.

## Zaštita
Pod oznakom Z-2594 zavedena je kao nepokretno kulturno dobro - kulturno-povijesna cjelina, pravna statusa zaštićena kulturnog dobra, klasificirano kao "kulturno-povijesna cjelina".